# NGC 7069
NGC 7069 هي مجرة محدبة تبعد حوالي 392 مليون سنة ضوئية تقع في كوكبة الدلو. وتصنف أيضا كمجرة لينر ويقدر قطرها ب 108,600 سنة ضوئية. تم اكتشافها من قبل عالم الفلك ألبرت مارث في 12 أكتوبر 1863.

## وصلات خارجية
- NGC 7069 على موقع ويكي سكاي: DSS2, SDSS, GALEX, IRAS, Hydrogen α, X-Ray, Astrophoto, Sky Map, Articles and images